# Zheng Zhengqiu
Zheng Zhengqiu (chiń. upr. 郑正秋; chiń. trad. 鄭正秋; pinyin Zhèng Zhèngqiū; ur. 25 stycznia 1889 w Szanghaju, zm. 16 lipca 1935 r. tamże) – chiński filmowiec, producent filmowy. Nazywany ojcem chińskiego kina.
Pochodził z bogatej rodziny, jego ojciec był zamożnym kupcem  działającym w Guangdongu. W wieku 14 lat Zheng Zhengqiu przerwał naukę. Zainteresowany chińskim teatrem, zaczął pisać artykuły na jego temat. Został krytykiem teatralnym. W 1913 został namówiony przez swojego przyjaciela Zhang Shichuna do zajęcia się filmem i współpracy z Asia Film Company. Wspólnie nakręcili pierwszy chiński film fabularny – Trudna para (org. "Nanfu nangi", 1913).
W 1922 wraz z Zhang Shichunem i Zhou Jianyunem założył  wytwórnię Mingxing Company, w której zajmował się reżyserią, scenariuszami, szkoleniem pracowników oraz organizacją produkcji. W sumie, w latach 1923-30 napisał scenariusze i wyreżyserował 53 filmy. Wiele z nich dotyczyło problemów ludzi ubogich oraz korupcji wysoko postawionych. Jego filmy cieszyły się popularnością wśród klasy niższej i średniej oraz wśród kobiet.